# Dean (cantante)
Kwon Hyuk (en hangul, 권혁; en hanja, 权革; Seúl, 10 de noviembre de 1992), más conocido por su nombre artístico Dean (en hangul, 딘), es un cantautor y productor musical surcoreano. Debutó en julio de 2015 con el sencillo «I'm Not Sorry», en colaboración con el cantante estadounidense Eric Bellinger. Desde entonces, ha publicado un EP, 130 Mood: TRBL, así como múltiples colaboraciones con artistas estadounidenses y surcoreanos.

## Biografía y carrera

### 1992-2016: Primeros años e inicios en su carrera musical
Kwon Hyuk nació y creció en Hongeun-dong, Seúl. Desarrolló un interés en el hip hop americano y el rap en la primaria, y comenzó a cantar en la secundaria. En ese momento, consideraba la música como un «escape de los estudios», en lugar de una ocupación. Inicialmente escribió canciones en su habitación, que mantuvo en secreto de sus padres al principio. Aunque fue el primer músico de su familia, sus padres disfrutaron de la música y apoyaron su decisión de convertirse en un artista.

Comenzó su carrera a los dieciséis años, actuando con el artista de hip hop, Keith Ape. A los dieciocho años, comenzó escribiendo canciones para varios artistas de K-pop bajo el seudónimo Deanfluenza. El nombre es originario del actor James Dean, cuya imagen rebelde fue lo que le atrajo, y la palabra «influenza», significa su deseo de tener un impacto «viral» en la industria de la música. 

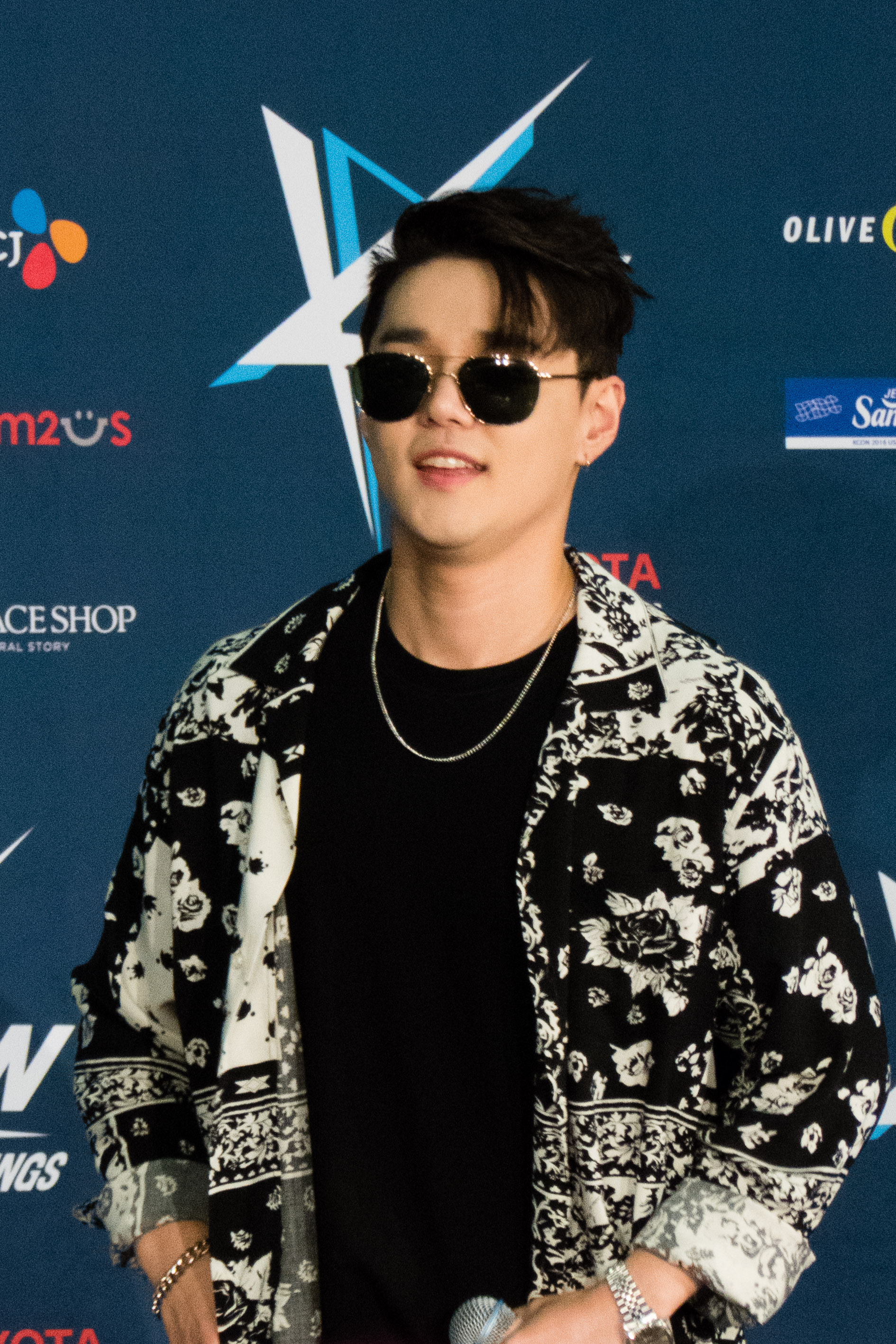
Dean en la KCON, el 30 de julio de 2016.

 A los veinte, estuvo bajo la tutela del CEO y productor de Joombas Music Group, Hyuk Shin, empleado con el equipo de composición de la compañía, cuyas obras incluyen «Growl» de EXO y «One Less Lonely Girl» de Justin Bieber. Fue acreditado en canciones como «Black Pearl» de EXO y «Voodoo Doll» de VIXX.
Dean debutó en los Estados Unidos en julio de 2015 con el sencillo «I'm Not Sorry», con el ganador del Grammy, Eric Bellinger. Esto lo diferenció de otros cantantes coreanos que habían colaborado con artistas estadounidenses, ya que la gran mayoría habían debutado en Corea. Claire Lobenfeld de la revista británica FACT, posteriormente se refirió a su trabajó con Bellinger, cuando lo catalogó como el «el artista de R&B para ver en 2016», y señaló que artistas como Justin Bieber y Chris Brown también habían trabajado como Bellinger. En ese año también colaboró con Mila J en «Here & Now» y con Anderson Paak en «Put My Hands on You». Posteriormente, debutó en su país natal en octubre de ese año con el sencillo «Pour Up», con el rapero de Block B, Zico, fue nombrado como mejor canción de R&B en los Korean Music Awards el 29 de febrero de 2016. También colaboró con los artistas coreanos de hip-hop, Zion.T, Crush y Junggigo en el sencillo «247», Dok2 en «I Love It», y Dynamic Duo en «How You Doin'?».
El 8 de enero de 2016, Dean lanzó el sencillo «What 2 Do», una colaboración entre Crush y el cantante filipino-estadounidense Jeff Bernat. El 25 de marzo, lanzó su primer EP, 130 mood : TRBL, que escribió y produjo con otras personas. El EP se ubicó en el décimo puesto de Gaon Album Chart, tercer puesto en Billboard World Albums, y en el puesto 22 de Billboard Heatseekers Albums, mientras que «Bonnie & Clyde» ingresó en la lista de Billboard's World Digital Songs dentro de la décima segunda posición. El EP fue bien recibido, y fue nominado como «Álbum del año» y «Mejor álbum de R&B/Soul» en los Korean Hip-Hop Awards y Korean Music Awards, respectivamente. Las dos canciones del álbum, «D (half moon)» y «21», recibieron nominaciones múltiples.
Posteriormente, tuvo varias colaboraciones, como por ejemplo en «Starlight», «Shut Up & Groove» y «And July» de Heize, y colaboró también en la canción «Bermuda Triangle» de Zico y Crush, ubicándose en la tercera posición de Billboard's World Digital Songs. El 11 de diciembre, «Bermuda Triangle» obtuvo una victoria en el programa Inkigayo. También escribió y produjo para otros artistas y programas musicales, como dos canciones para el álbum de Lee Hi, Seoulite; también creó canciones para Block B, Boys Republic y Bastarz, una subunidad del Block B que consta de tres miembros. También apareció en el programa de JTBC, Two Yoo Project Sugar Man como productor, arreglando un cover de Mose, «It's Love», para una presentación de iKON y «Je T'aime» interpretada por Winner. Elaboró dos canciones como productor del programa Unpretty Rapstar 3, donde las concursantes usarían las canciones en la competencia.

### 2017-presente: Reconocimiento y nuevas actividades
El 17 de febrero de 2017, regresó como solista con un álbum sencillo titulado Limbo, compuesto de dos canciones: «Come Over» con Baek Ye-rin y «The Unknown Guest». «Come Over», el sencillo principal, rápidamente encabezó varias listas surcoreanas. El videoclip de la canción fue creado y dirigido por el artista Seong Lib, quien también había trabajado con SHINee. En abril, hizo su primera aparición como productor en el programa de hip-hop Show Me the Money 6, junto con Zico, donde ganaron el programa como los productores ganadores. En el mismo mes, participó en una campaña con Kolon Sport junto con Bae Doo-na, para proteger el Leontopodium hallaisanense de la Isla Jeju, que es una especie de flor en peligro de extinción. En julio, Kakaopay lanzó un comercial con Dean para el cual, él produjo una canción. También actuó en el anuncio para promover el servicio. En septiembre, Dean también colaboró con Puma, en una campaña llamada «Run the Streets», para la que produjo una canción y protagonizó un vídeo comercial. A finales de año, lanzó el sencillo «Instagram», que se ubicó en el primer puesto en listas musicales.
En noviembre de 2018, lanzó el sencillo «Dayfly», una colaboración con los artistas Radmuseum y Sulli. Al año siguiente, Dean apareció junto con su compañero de agencia Tabber en la canción de ROMderful, «1 Missed Call».  El 25 de mayo, lanzó su cuarto sencillo en inglés «Howlin '404» al mismo tiempo de su actuación durante el Festival de Jazz de Seúl 2019. El 12 de julio, se anunció que Dean junto con Fanxy Child realizaría conciertos en Seúl en el Olympic Handball Gymnasium el 10 y 11 de agosto. Posteriormente, Dean apareció en el segundo álbum de Crush From Midnight to Sunrise en la canción «Wake Up» que coescribió y produjo con Crush, y fue lanzado el 5 de diciembre de 2019.
El 5 de febrero de 2020, Dean apareció en el sencillo del rapero coreano-estadounidense Nafla «Under the Ground» de su álbum unu part. 2, que fue lanzado el 24 de marzo. El 4 de agosto, Dean y su compañero de agencia Miso participaron en una colaboración titulada «Imagination» con GQ Korea y Burberry para la TB Summer Monogram Collection. El 10 de agosto, colaboró en la canción «3AM Freestyle» con su compañero de agencia Tabber y el rapero surcoreano Kim Ximya, que se subió al canal de YouTube de you.will.knovv. Él apareció en el mixtape debut de Tabber, Deep End, en la canción «Honey!», lanzado el 13 de agosto. Dean codirigió el vídeo musical de Tabber para «Look At My/Like A Vampire» con el fotógrafo y artista visual ruso Anton Reva, que fue lanzado el 8 de septiembre. Dean cocompuso la canción de Rad «Museum Wet Umbrella» de su álbum sencillo Sink, que fue lanzado el 10 de diciembre. Dean apareció en el álbum debut de Mokyo en la canción «Panaroid», que fue lanzada el 21 de diciembre.
El 10 de marzo de 2021, se reveló que Dean aparecería en el próximo quinto álbum de estudio de IU, Lilac, en la canción «Troll», que fue lanzada el 25 de marzo junto con el disco. Los dos colaboraron previamente cuando Dean hizo una aparición especial en el Palette Tour de IU en Busan el 3 de noviembre de 2017, donde interpretaron un dueto de «Can't Love You Anymore» de la cantante.

## Recepción
En 2016, Dean se convirtió en el primer artista asiático en actuar en Spotify House en SXSW, junto a artistas internacionales como Miguel y Chvrches. La revista estadounidense Spin escribió que Bryson Tiller, hizo que algunos asistentes lo compararan con un joven Usher.

## Discografía
- 2016: 130 mood: TRBL

## Filmografía

### Películas
| Año | Título    | Personaje  | Notas  |
| --- | --------- | ---------- | ------ |
| TBA | The Hotel | Seung Hoon | [ 56 ] |